# Exloo
Exloo (Drents: Eksel) is een dorp in de Nederlandse provincie Drenthe, gemeente Borger-Odoorn, op de Hondsrug. In 2023 telde Exloo 1.705 inwoners. Hoewel het niet het grootste dorp in de gemeente Borger-Odoorn is, is het wel de hoofdplaats van de gemeente.
Historisch had deze plaats volgens diverse bronnen ook wel de namen Exle (1376), Exlo (1446), Exloe (1519), Exle, Exel (16de eeuw), Exelle (1560), Exelloe, Exloe (1558-1560), (1609), Exlo (1851-55) en Eksloo (1901). De betekenis ervan is eikenbos, afgeleid van Ekeslo en Ekelo.

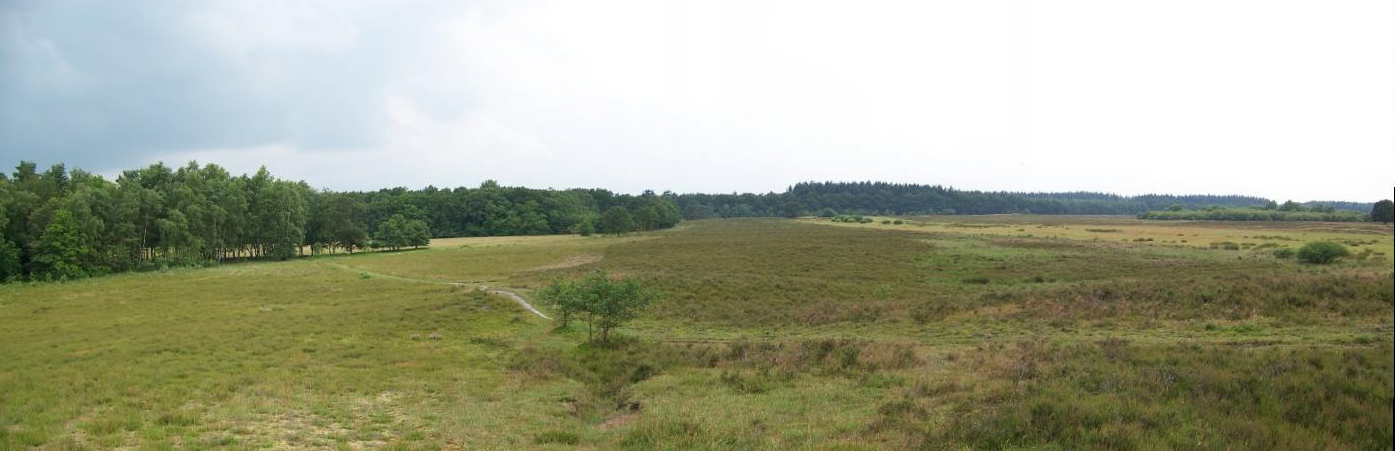
Molenveld

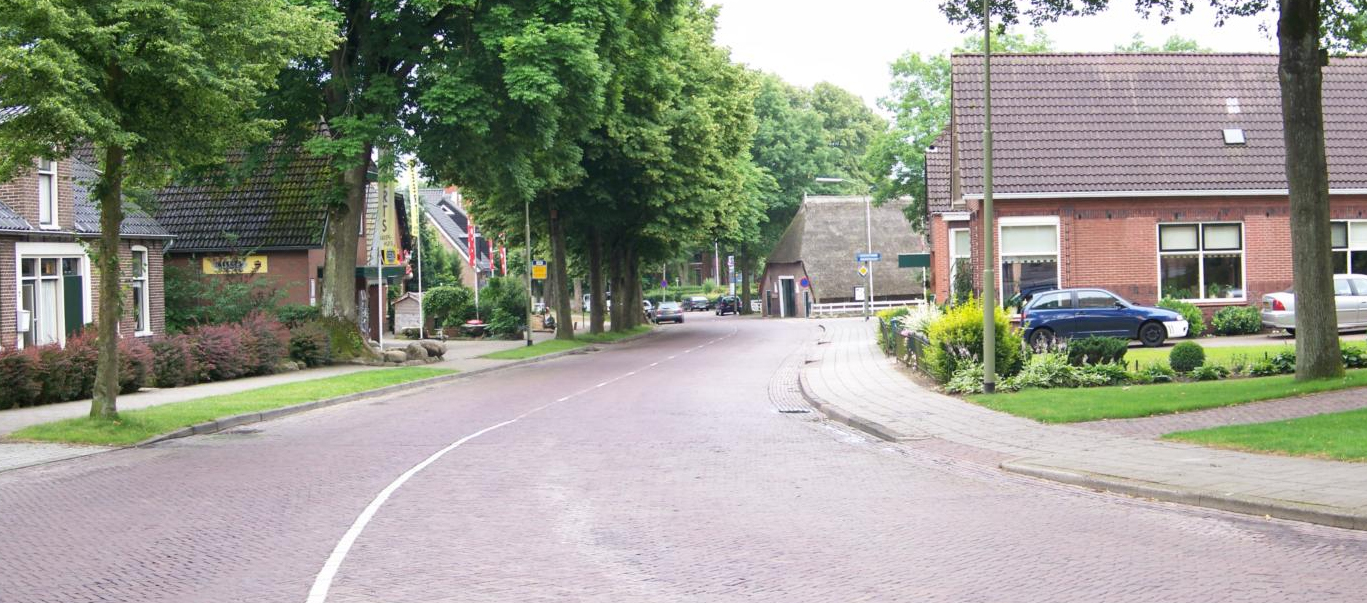
Zuiderhoofdstraat

Exloo is een karakteristiek esdorp op de Drentse zandgronden, inmiddels uitgebreid met enkele nieuwbouwwijken, dat tegenwoordig veel toeristen trekt. Enkele attracties zijn Kabouterland en een kinderdierenpark. Voorheen was er ook het cultuurhistorisch museum Bebinghehoes ingericht. Daarnaast worden door de Vereniging Dorpsbelangen Exloo diverse activiteiten georganiseerd. De twee belangrijkste zijn het Schaapsscheerdersfeest met het Nederlands kampioenschap ambachtelijk schaapscheren, en het Festival van Oude Ambachten.
Het landschap rond Exloo kenmerkt zich door essen, bossen (Boswachterij Exloo, Boswachterij Odoorn, Hunzebos), heide (Molenveld) en veen (Zoersche Landen).
Het dorp heeft diverse voorzieningen, waaronder een openbare basisschool, sportvelden, een manege, voetbalclub HOC, een zwembad, een VVV-kantoor, een supermarkt en verscheidene winkels en horecagelegenheden. In de buurt van het dorp bevindt zich bungalowpark de Hunzebergen.

## Geschiedenis

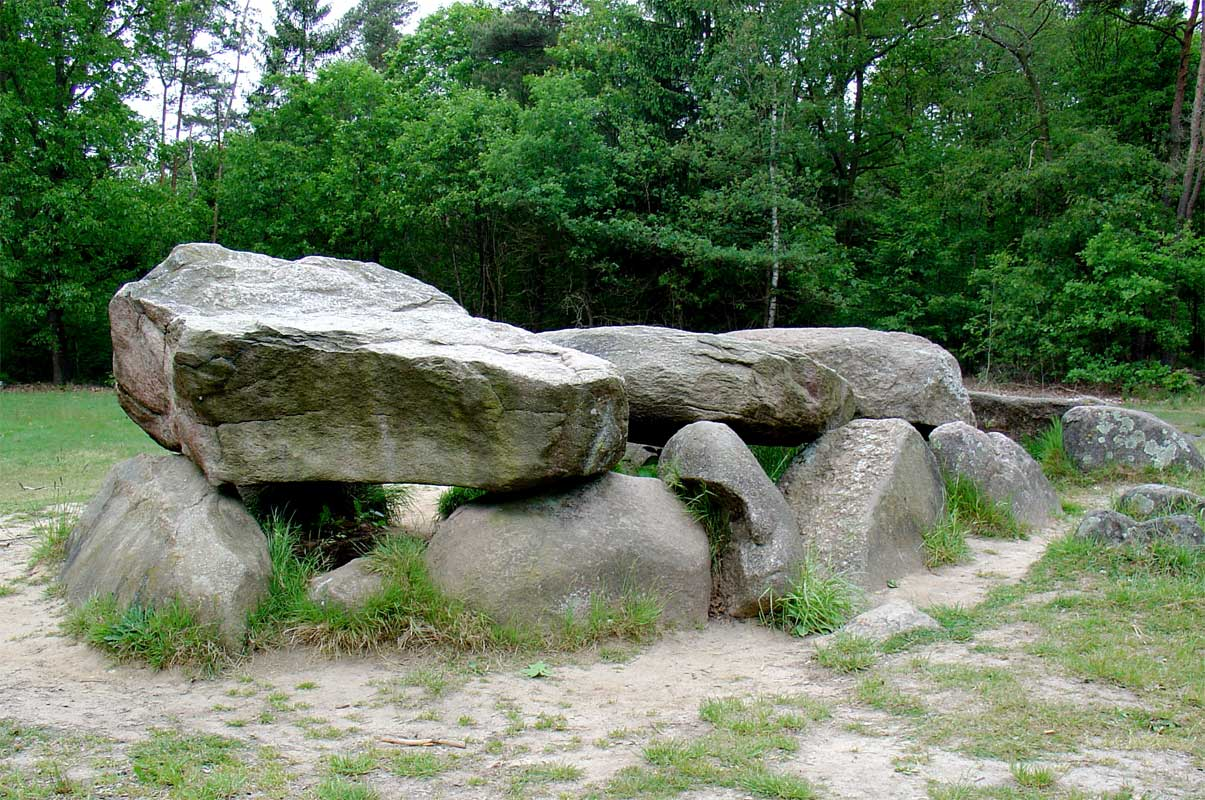
Hunebed D30

De naam Exloo duidt op de vroegere aanwezigheid van bos in het gebied. De naam van het dorp is waarschijnlijk ontstaan uit de Oudsaksische woorden ek (eik) en loo (bos). Hoewel Odoorn het centrum was van het kerspel waartoe ook Exloo en Valthe behoorden was Exloo lange tijd qua inwonertal het belangrijkste dorp van de gemeente Odoorn. Het dorp telde in 1612 112 inwoners, tegen Odoorn 92 en Valthe 61. Toen de ontginning van de Exloër- en Valthervenen startte, werd het dorp al snel overvleugeld door Tweede Exloërmond en vooral Valthermond.
Veel Drentse zanddorpen werden vroeger geteisterd door grote dorpsbranden. Ook Exloo ontkwam daar niet aan: in 1884 brandden achttien woningen in het dorp volledig af. Ook het gemeentehuis, dat in 1870 verhuisd werd van Odoorn naar Exloo en ondergebracht was in logement Bussemaker, viel ten prooi aan de vlammenzee. Daarvoor zetelde het zowel in Valthe als in Odoorn in een deel van een boerderij.
Aan het begin van de twintigste eeuw kreeg ook Exloo een halteplaats aan de spoorlijn Emmen-Gasselternijveen van de Noordoosterlocaalspoorweg-Maatschappij. In die tijd werd ook gediscussieerd over de plaats waar het gemeentehuis van Odoorn moest komen. Bussemaker kreeg het voor elkaar dat het gemeentehuis in Exloo bleef door de daarvoor benodigde grond aan de gemeente te schenken. De inwoners van Tweede Exloërmond, die hard hadden gestreden voor een gemeentehuis in hun dorp, waren niet blij met deze beslissing. In 1943 werd het gemeentehuis in Exloo opnieuw getroffen door brand. Door het in brand steken van het gemeentehuis probeerde het verzet het bevolkingsregister te vernietigen, hetgeen overigens niet lukte. De personen die betrokken waren bij de aanslag werden in september 1943 gefusilleerd op het Witterveld.

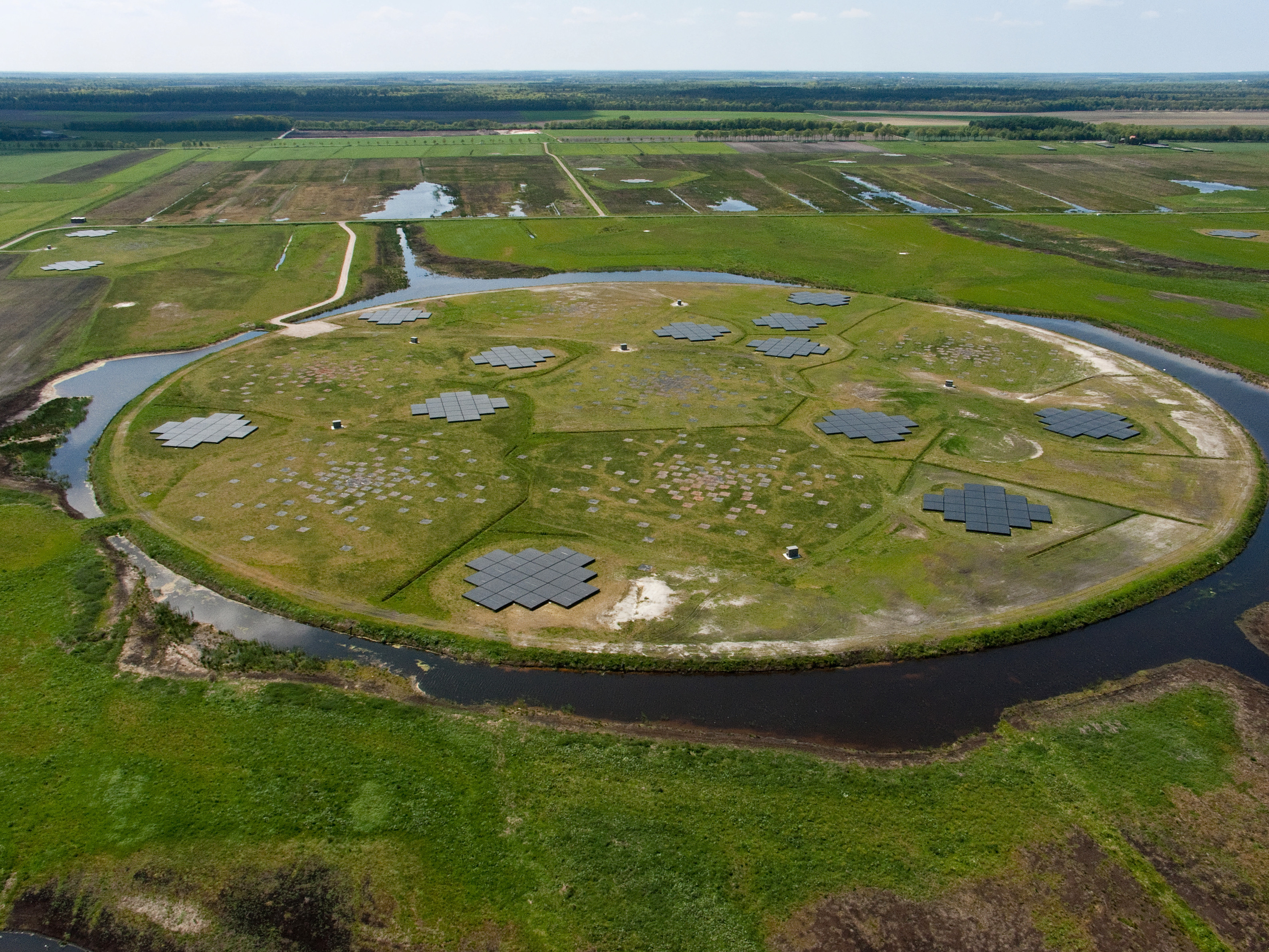
De kern van LOFAR bij Exloo

Sinds 2005 wordt er bij Exloo gebouwd aan een zogenaamd LOFAR. Dit is een nieuw type radiotelescoop die uiteindelijk zal bestaan uit zo'n 25000 kleine antennes in Nederland en Duitsland. Het is inmiddels de grootste radiotelescoop ter wereld.